# Gastón Kogan Kogan
Gastón Kogan Kogan (* 4. Mai 1918 in Frankreich; † 7. Dezember 1997 in San José, Costa Rica) war ein costa-ricanischer Unternehmer, Politiker und Diplomat.

## Leben
Gastón Kogan Kogan studierte Betriebswirtschaft in Frankreich und wurde vom Bauunternehmen La Panamericana in Costa Rica beschäftigt.
1960 gründete er die erste Supermarktkette in Costa Rica, die heute als Más x Menos firmiert. 1970 eröffnete er das erste Einkaufszentrum in Costa Rica, das Centro comercial josefino, heute Los Yoses Plaza in San Pedro de Montes de Oca. Er spielte Tennis und gehörte zu den Gründern des Copa del Cafe. Von 1970 bis 1974 war Gastón Kogan Kogan Ministro de Economía, Industria y Comercio in der Regierung von José Figueres Ferrer. 
Ab 1974 leitete er die Refinadora Costanccense de Petroleo S. A. (RECOPE) in der Regierung von Daniel Oduber Quirós. Unter seiner Leitung erwarb das Staatsunternehmen für einen Costa-Rica-Colón das US-Unternehmen Allied Chemical, welches die Moin Refinery (Erdölraffinerie), in Puerto Limón betrieb.
Von 1982 bis 1986 während der Regierung von Luis Alberto Monge Álvarez war er Botschafter in Tokio, gleichzeitig war er ab 1985 in Canberra, Manila, Neu-Delhi, Jakarta, Wellington und Colombo akkreditiert.